# Euró
Az euró (devizakód: EUR, szimbólum: €) az Európai Unió hivatalos fizetőeszköze, valutája, amelyet a 27 tagállam közül 20 ország és az Európai Unió intézményei közösen használnak, ők alkotják az eurózónát.
Az eurót az eurózónában jelenleg körülbelül 337 millió ember használja. Az eurózónán kívül hat európai ország fizetőeszköze: Andorra, Monaco, San Marino és a Vatikán enklávé törpeállamok szerződés alapján, Koszovó és Montenegró nem hivatalosan vezette be. Szintén nem hivatalos fizetőeszköz a dél-afrikai Zimbabwében, amely 2009 óta nem rendelkezik önálló fizetőeszközzel, viszont az országban, több más pénznem mellett az euró is használatban van.
Bevezetése óta az euró a második legjelentősebb tartalékvaluta, valamint a második legnagyobb forgalmat lebonyolító pénznem az amerikai dollár mögött, emellett a világon a legnagyobb összértékben jelen levő valuta. Amennyiben az eurózónát egységes egészként kezeljük, a világ második legnagyobb gazdaságának számít.
A közös pénz nevéről az 1995-ös madridi csúcstalálkozón született döntés. Az eurót 1999. január 1-jén vezették be, mint elszámolási pénzt, 1:1 arányban felváltva az európai valutaegységet. Az euróérmék és az euróbankjegyek 2002. január 1-jén kerültek forgalomba.
Az EU-val kapcsolatos csatlakozási szerződés kimondja hogy az unióba belépő államnak előbb-utóbb csatlakoznia kell az euróövezethez, de Magyarország még 2024-ben sem tudja teljesíteni az euró bevezetésnek a feltételeit és kormánya nem is szándékozik megtenni ezt.
Világszerte 175 millióan használnak az euróhoz kötött pénznemeket, ebből 150 millióan Afrikában.[mikor?]

## Gazdasági jelentősége
Az euró az EU közös gazdasági és monetáris politikájának (Európai Gazdasági és Monetáris Unió) fő eszköze. Bevezetésének gazdaságpolitikai célja az egységes piac működésének javítása, a négy szabadság érvényesítése, azaz az áruk, a személyek, a szolgáltatások és a tőke szabad mozgásának könnyebbé tétele. A bevezető tagállamok általános gazdasági fejlődésük egyik sarokkövének tekintik. A forgalom megkönnyítése, az árak összehasonlíthatóságának növelése, az átváltási költségek és az árfolyam-kockázatok megszüntetése révén elősegíti az EU belső piacának fejlődését. A különböző pénznemek eltűnésével alapja a tőkepiac integrációjának, s hatékonyan mérsékli az európai gazdaságokra ható külső inflációs nyomást.
A közös gazdasági és monetáris politika vezető intézménye az Európai Központi Bank (EKB) ennek elsődleges célja az árstabilitás biztosítása, azaz az infláció leszorítása, a fenntartható gazdasági növekedés támogatása, összességében az anticiklikus gazdaságpolitika.
Az eurózóna lakosainak száma 2007. január 1-jén 312,7 millió, és a világ GDP-jének (bruttó hazai termék) 22%-át képviseli, míg az Egyesült Államok 28%-ot. Az eurót az amerikai dollár, az angol font sterling és a japán jen mellett a legújabb irányadó világvalutaként tartják számon. 2006-ban az euró a világ tartalékvalutái között erős második helyen áll a dollár mögött. (A USD részesedése a világ tartalékaiban 65,7%, az euróé 25,2%, az angol fonté 4,2%, a japán jené 3,2%, a svájci franké 0,2%.)
Az afrikai valutaközösségi frank, a bolgár leva, a bosnyák konvertibilis márka, a comore-i frank, a csendes-óceáni valutaközösségi frank és a Zöld-foki escudo fixen (állandó átváltási aránnyal) az euróhoz rögzített árfolyamúak. Ezek többsége korábban a francia frankhoz, a német márkához vagy a portugál escudóhoz kötötték árfolyamukat.

## Árfolyama
Az euró 1999. január 4-én (hétfői napon) 251,43 forint árfolyamon kezdett. A 2000-es években leginkább a 240-270 közötti sávban mozgott. 2008. júliusában történelmi mélypontra került (július 18-án 229,11 forint). Majd ezt követően az árfolyama meredeken emelkedett, 2009. februárjában átlépte a 300 forintot (március 6-án 316,00). Ezt követően visszacsökkent a 265 körüli szintre, de a 2010-es évek első felében nagyobb volatilitás mellett folyamatosan visszaerősödött a 300 forintos szintre. 2014 és 2018 között 310 forint körüli árfolyamszinten stabilizálódott. 2019. január elején már 322,55 Ft lett, majd onnantól kezdve folyamatosan tovább nőtt az árfolyama. 2022. júniusban átlépte a 400 Ft-os határt, majd októberben a 430-as szintet is (2022. október 13-án 432,94). 2023. júniusára a forint vissza tudott erősödni a 368,78 szintre, de innentől kezdve ismét emelkedett az euró árfolyama, 2025 első felében jellemzően a 400-410 forint közötti sávban mozgott.

Euro - US dollár árfolyam (1998-2025)

Az euró amerikai dollárhoz viszonyított árfolyama az 1999 januári bevezetéskor 1 EUR = 1,16 USD körül volt. Majd a dollár 2001-ig erősödött (2001 júniusban 0.85). Ezt követően viszont az euró dollárhoz viszonyított árfolyama folyamatosan nőtt, 2008 nyarára elérve az 1.57-es szintet. Innentől kezdve kisebb-nagyobb volatilitás mellett az euró gyengült. 2022. őszén ismét a paritás alá került (2022 szeptemberében 0.95 szinten állt). 2025. első felében 1 EUR = 1,1 USD körüli szint volt a jellemző árfolyam.

## Az euró nyelvi vonatkozásai
Az új közös pénz nevéről a madridi csúcson (1995. december 15–16.) született megállapodás az akkori uniós tagok között; az euró ekkor kapta jelenlegi nevét. Így az EU-tizenötök rendelkeztek a közös pénz nevének írásmódjáról is, mely a döntés értelmében egyes szám, nem ragozott formában, minden tagállami nyelven egységesen euro, tekintet nélkül az egyes országok helyesírási különbségeire.
Az Európai Unió 2004-es bővítésekor csatlakozó új tagállamok az euró írásmódjára vonatkozó szabályokat az acquis communautaire, azaz az Európai Unió egész érvényes jogrendszere egészével együtt átvették.
A megkövetelt írásmód azonban több nyelvben is problémás, így a pénznem írásmódja körüli merev szabályokat többen is vitatták/vitatják, köztük Lettország, Litvánia, Málta, Magyarország és Szlovénia. (szlovénül: evro, litvánul: euras, lettül: eiro, magyarul: euró, máltaiul: ewro)
A jelenlegi gyakorlat szerint az euróérméken, euró-bankjegyeken és az az Európai Unió hivatalos jogi dokumentumaiban minden, latin betűs írásmóddal rendelkező hivatalos nyelven az euro változatot kell alkalmazni. Ez a szabály azonban természetesen nem kötelezi a szóban forgó nyelveket használó tagállamokat arra, hogy „belső használatra” is ezt a változatot alkalmazzák.
Az euró megjelölése az egyes nyelvekben eltérő kiejtéssel párosul:
- németül [ˈoɪ̯ʁo]
- angolul [ˈjuːɹəʊ]
- franciául [øˈʀo]
- hollandul [ˈøro]
- görögül [ɛvˈro]
- finnül [ˈɛuro]
- olaszul ['euro]
- spanyolul ['euɾo]

## Az euró mint fizetőeszköz
Az euró a 2020-as éve elején 26 európai ország pénzneme: 20 európai uniós tagállam alkotja az eurózónát, 4 törpeállam megállapodás alapján használja, míg 2 ország egyoldalúan vezette be a közös pénzt.

### Az euró bevezetésének időpontja
- 1999:  Ausztria,  Belgium,  Hollandia,  Finnország,  Franciaország,  Írország,  Luxemburg,  Monaco,  Németország,  Portugália,  Olaszország,  San Marino,  Spanyolország és a  Vatikán
- 2001:  Görögország
- 2002:  Koszovó és  Montenegró (Nem EU-tagok)
- 2007:  Szlovénia
- 2008:  Málta és  Ciprus
- 2009:  Szlovákia
- 2011:  Észtország
- 2014:  Lettország és  Andorra
- 2015:  Litvánia
- 2023:  Horvátország
- 2026:  Bulgária

### Az Európai Unión belül (eurózóna)
Ausztria (korábbi pénzneme az osztrák schilling, ATS), Belgium (belga frank, BEF), Ciprus (ciprusi font, CYP), Észtország (észt korona, EEK), Finnország (finn márka, FIM), Franciaország (francia frank, FRF), Görögország (görög drachma, GRD), Hollandia (holland forint, NLG), Horvátország (horvát kuna, HRK), Írország (ír font, IEP), Lettország (lett lat, LVL), Litvánia (litván litas, LTL), Luxemburg (luxemburgi frank, LUF), Málta (máltai líra, MTL), Németország (német márka, DEM), Olaszország (olasz líra, ITL), Portugália (portugál escudo, PTE), Spanyolország (spanyol peseta, ESP), Szlovákia (szlovák korona, SKK) és Szlovénia (szlovén tolár, SIT) – az EU-27 azon 20 országaként, amelyek áttértek az euró használatára – együttesen alkotják az eurózónát, más néven európai valutauniót. Ezen országok jogosultak mind euróérmék, mind euróbankjegyek kibocsátására.

### De jure (monetáris megállapodás szerint)
Az euró bevezetésével egyidejűleg az európai enklávé törpeállamok, Monaco (korábbi pénzneme a monacói és a francia frank, MCF/FRF), San Marino (San Marinó-i és olasz líra, SML/ITL) és Vatikán (vatikáni és olasz líra, VAL/ITL) hivatalos fizetőeszköze a közös pénz lett, melyet az Unióval kötött egyenkénti monetáris megállapodások keretében ismertek el sajátjukként. Ezen országok és Francia-, ill. Olaszország között korábban hasonló szerződések voltak életben, a megállapodások ezen tradíciókat folytatják. Korlátozott mennyiségű euróérme verésére jogosultak.
Andorrának történelme folyamán 2012-ig soha nem volt hivatalos pénzneme. Az euró megjelenése előtt a francia frank (FRF) és a spanyol peseta (ESP) volt itt használatban, így ezek megszűnésével a hercegség pénzneme az euró lett. Ellentétben a másik három EU-n kívüli enklávé törpeállammal, San Marinóval, Monacóval és a Vatikánnal, Andorra nem kötött megállapodást az Unióval a saját mintás érmék kibocsátására a közös valuta bevezetésekor. 2003-ban Andorra kérvényezte a jogot a saját mintás érmék kiadására. A következő évben az Európai Tanács megkezdte a tárgyalásokat az országgal. Az egyezményt végül 2011. június 30-án írták alá, és 2012. április 1-jén lépett hatályba. Az egyezmény kimondja, hogy Andorra hivatalos pénzneme az euró. 2012 októberében az andorrai pénzügyminiszter, Jordi Cinca bejelentette, hogy az ország első saját euróérméi 2014. január 1-jén kerülnek forgalomba, ám erre végül csak az év végén került sor.

### De facto (monetáris megállapodás nélkül)
Koszovó és Montenegró egyoldalúan (az Unióval való külön megállapodás nélkül) használja az eurót fizetőeszköznek, a megszűnt német márka (DEM) helyett. Zimbabwe 2009 óta nem rendelkezik önálló fizetőeszközzel, az országban több más pénznem mellett, az eurót is kötelesek elfogadni a kereskedők.

### Egyéb
Észak-Korea külkereskedelmi célokra használja az eurót 2002 decembere óta, felváltva vele az amerikai dollárt (USD). Az ország nemzeti valutája, a von (KPW) nem konvertibilis, csak belföldön használatos.
Irán 2007 decemberében jelentette be, hogy ezentúl USA-dollár helyett eurót és jent kér a kőolajáért.

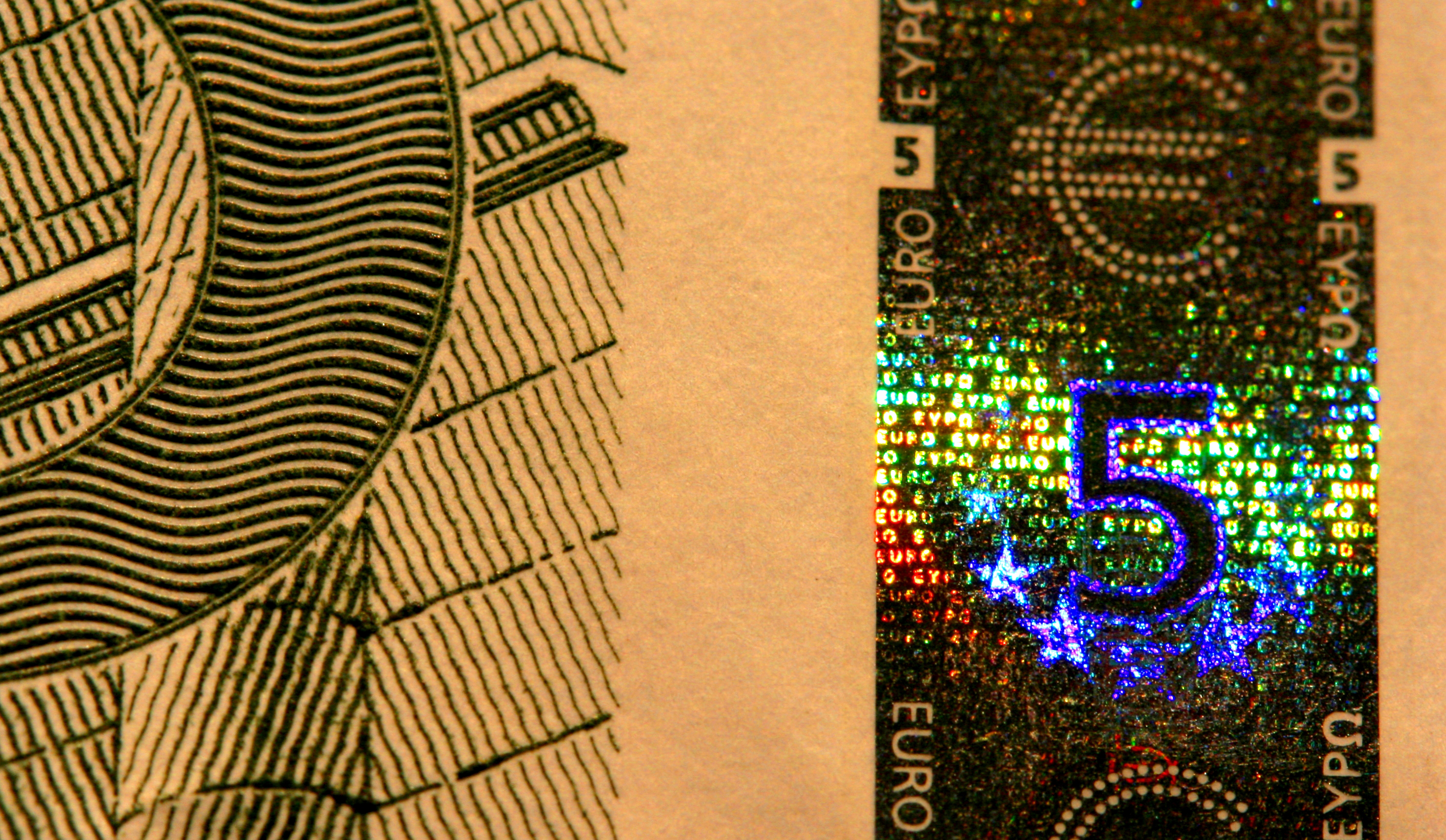
Holografikus jel az öteuróson

2009 októberében a legnagyobb közel-keleti termelők, valamint Kína, Oroszország, Japán és Franciaország pénzügyi vezetői arról egyeztettek, hogy a dollárt egy valutakosárral váltanák fel a nyersolaj-kereskedelem elszámolásában. E kosár a japán jent, a kínai jüant, az eurót és az aranyat, valamint Öböl Menti Együttműködési Tanács (GCC) arab exportőreinek - Szaúd-Arábia, Abu Dzabi, Kuvait, Katar - még csak tervezett közös pénznemét tartalmazná.

## Az euró története

### Előzmények
1971-ben – az Egyesült Államok aranykészleteinek zárolásával – összeomlott a Bretton Woods-i monetáris együttműködés, amely a második világháború vége óta szabályozta a csatlakozott nyugati valuták árfolyammozgásait, így köztük a Közös Piac akkori hat tagállamáét is. A következő évben – hogy a szélsőséges árfolyamingadozásokat elkerülhessék – a hat állam nemzeti valutáik árfolyamát egymáshoz rögzítette, létrehozva ezzel az úgynevezett európai valutakígyót. A kölcsönös egymáshoz rendeléseket 1979-ben az Európai monetáris rendszer keretében bevezetett ERM (Exchange Rate Mechanism) valutaátváltási rendszerrel váltották ki. A szabályozás új alapjaként az ugyanebben az évben létrehozott ECU szolgált, mint úgynevezett kosárvaluta, amelynek értékét az ERM-hez csatlakozott országok valutái értékének súlyozott átlagaként adták meg. Az egyes pénznemek értékét az ECU értékéhez rögzítették, meghagyva egy sávot, amin belül a csatlakozott valuta értéke ingadozhatott. Az ECU az EGK belső elszámolási egysége lett, de sohasem jelent meg pénzként. Az időközben kibővült közösség az Egységes Európai Okmány (1986) keretében a belső piac továbbfejlesztése mellett foglalt állást.

### Közvetlen előzmények
1992-ben a közös pénz bevezetéséről szóló első rendelkezések a maastrichti szerződésben (hivatalos nevén Szerződés az Európai Unióról) kaptak helyet. A tagállamok ebben rendelkeztek egy monetáris unió, azaz a közös valuta létrehozásáról (lásd: Európai Gazdasági és Monetáris Unió); a bevezetés céldátumát 1999-ben jelölik meg. A közös pénz stabilitása érdekében szigorú konvergenciafeltételeket állapítottak meg, melyek szerint:
- az infláció legfeljebb 1,5%-kal lehet magasabb a három legalacsonyabb rátával rendelkező tagállam átlagánál;
- a hosszú lejáratú államkötvények kamatlába nem haladhatja meg 2 százalékponttal többel a három legalacsonyabb kamatlábbal rendelkező tagállamét;
- az éves költségvetési hiány nem haladhatja meg a GDP 3%-át;
- az államadósság nem lehet több, mint a GDP 60%-a.[29]

Megállapodás született arról, hogy a feltételeket a bevezetést megelőző legalább két évben teljesíteni kell.
1995-ben az Európai Tanács madridi értekezletén döntés született a közös pénz nevéről és a felelősségi körök kiosztásáról, továbbá céldátumot jelöltek ki a készpénzes forma bevezetésére (december 15–16.). 1996-ban az Európai Bizottság kijelölte a végleges eurószimbólumot (december 12.). 1998-ban véglegesedett azon országok névsora, amelyek bevezetik az eurót. 1999-ben – egyelőre számlapénzként; rendelkeztek a készpénzes forma bevezetésének, illetve a nemzeti valuták kivonásának céldátumairól (május 3.). Véglegesítették az euróérmék technikai paramétereit (május 3.). Megállapodás született Dánia és Görögország belépéséről az ERM II rendszerbe (szeptember 26.). Végleges átváltási arányszámokat állapítottak meg a bevezető 11 ország nemzeti valutái és az euró között (december 31.).

### A létező euró
1999-ben az ECU-t felváltotta az euró; Ausztria, Belgium, Finnország, Franciaország, Hollandia, Írország, Luxemburg, Németország, Olaszország, Portugália és Spanyolország számlapénzként bevezette a közös valutát; Dánia és Görögország az ERM-II keretében az euróhoz rögzítették valutáik árfolyamát (január 1.). Megkezdődött az euróérmék verése és a bankjegyek nyomtatása. Egy év múlva döntés született arról, hogy Görögország is bevezetheti az eurót, egyben véglegesedett a görög drachma és az euró közötti átváltási arány (június 19.). Dániában ügydöntő népszavazást tartottak az euró bevezetéséről, a többség (53,1%) elutasította a közös valutát (szeptember 28.).
2001. január 1-jén Görögország számlapénzként bevezette az eurót. 2002-ben készpénz formájában is forgalomba került az euró, a közös és a helyi valuták átmenetileg együtt voltak forgalomban (január 1.). A korábbi nemzeti valutákkal július 1-jétől már nem lehetett a 11 tagállamban fizetni, így befejeződött az átmeneti időszak és kizárólagos fizetőeszközzé vált az euró.
2003. szeptember 14-én az euró bevezetéséről tartott ügydöntő svédországi népszavazáson a többség (55,9%) az euró ellen szavazott. 2004. június 28-án Észtország, Litvánia és Szlovénia csatlakozott az ERM-II rendszerhez.
2005. november 28-án Ciprus, Lettország és Málta csatlakozott az ERM-II rendszerhez (május 2.). 2006. július 11-én véglegesedett az euró és a szlovén tolár átváltási arányszáma, ezzel jóvá lett hagyva, hogy 2007. január 1-jén – első volt jugoszláv tagállamként – Szlovénia is bevezesse az eurót.
Szintén 2007-ben, július 10-én Ciprus és Málta az euróövezetbe való belépését elfogadta az Európai Bizottság. 2008. január 1-jén e két szigetország is bevezette az eurót. Ez év július 8-án Szlovákia eurózónába belépését is elfogadta az Európai Bizottság, így 2009. január 1-jén Szlovákia is bevezethette az eurót. Ezek után a balti országok következtek: 2010. július 13-án – a volt szovjet tagállamok közül elsőként – Észtország, 2013. július 9-én Lettország, 2014. július 23-án pedig Litvánia belépési szándékát is jóváhagyta a Bizottság, így 2011, 2014 és 2015 újévén ezek az országok is bevezették a közös valutát. 2022. június 1-jén az Európai Bizottság jóváhagyta Horvátország csatlakozását az euróövezetbe, így az ország 2023. január 1-én csatlakozott az eurózónához. 2025. június 4-én az Európai Bizottság jóváhagyta Bulgária eurózónába belépési szándékát, így az ország 2026. január 1-én bevezetheti az eurót.

### A jövő
Az azóta már ki is lépett Egyesült Királyság és Dánia a maastrichti szerződésben kimaradási jogot (opt-out) harcolt ki a maga számára az euró bevezetése alól.
Az összes többi tagállam számára kötelező az euró bevezetése, amennyiben teljesítik annak feltételeit. Svédország szándékosan nem teljesíti a csatlakozás egyik formális feltételét annak érdekében, hogy ne legyen kötelezhető a csatlakozásra, mivel a lakosság népszavazáson ez ellen foglalt állást.
Lengyelország, Csehország és Románia nem sürgeti a belépést az eurózónába.
Bulgária 2020-ban jelentette be, hogy szeretnének csatlakozni az eurózónához. Az ország 2020-ban belépett az ERM2-be. Bulgáriában az euró bevezetésére várhatóan 2026. január 1-én sor kerül. 2025-ben a spanyol állami nyomdában már elkészültek az első olyan bankjegyek, amelyeken a latin és görög betűs felirat mellett cirillel betűkkel is szerepel az euro, azaz EBPO felirat.

### A magyar helyzet
Magyarország egyelőre (2021) nem teljesíti az euró bevezetésének maastrichti kritériumait, és a Fidesz vezette kormányzat részéről szándék sincs a közös valuta bevezetésére.

### A görög válság
Az euró működése a Robert Mundell Nobel-díjas közgazdász által kidolgozott optimális valutaövezetek elméletén alapul. Eszerint azonban csak közel hasonló makrogazdasági (konjunkturális és gazdaságpolitikai) pályán lévő országok vezethetnek be közös valutát, márpedig az EU-ban legalább négyféle eltérő pályájú országcsoport van. Az eredeti elképzelés szerint az euró bevezetése közelíteni fogja egymáshoz ezeket a pályákat, azonban épp fordítva történt: az eurózónába politikai okokból felvett különféle gazdasági teljesítményű országok bajba sodorták az eurót. A 2008–ban kirobbant gazdasági világválság miatt a gyengébb gazdaságú és jobban eladósodott tagországok hitelválságba kerültek. A lazább költségvetési politikájú országok (Görögország, Spanyolország, Olaszország) a kialakult rendszerben nem háríthatják át a terheket a fegyelmezettebb országokra, de az övezetből sem tudnak kilépni. Mivel az EKB Németország elvárása miatt elsősorban az árstabilitásra ügyel (Bundesbank-hagyományok), így nem bocsáthat ki eurókötvényeket, nem oszthatja meg az egyes országok költségvetési terheit a zóna tagjai között és nem válhat a bajba került országok végső finanszírozójává. Az euró iránti nemzetközi bizalom megrendült, vesztett értékéből.
A fenntarthatatlan helyzetből vagy a valutaövezet szétesése, vagy a költségvetési unió létrehozása (közös európai pénzügyminisztérium, a tagállami költségvetések központi összehangolása) következik. Több gazdasági szakértő tovább ment, és szerintük Európának politikailag is egyesülni kellene az Európai Egyesült Államokban.
Felmerült, hogy az euró válsága miatt (és a bajban lévő országoknak nyújtott jelentős támogatás elkerülésére) Németország elhagyná az eurózónát, és visszatérne a márkához, de ez több német közgazdász szerint gazdasági katasztrófához vezetne Németországban az export drasztikus visszaesése miatt.

## Fenntartások az euró bevezetésével kapcsolatban
Az euróval szembeni fenntartások az EU-val szemben általában megfogalmazott ellenérvek és érzések, az euroszkepticizmus jelentős részét alkotják.
Az euró bevezetésének általános sikere mellett időnként és helyenként jelentős negatív reakciókat is kiváltott a közvéleményben és szakmai, közgazdász-körökben egyaránt. Ezek az állásfoglalások sokféle tőről fakadtak. A külső ellenvélemények jelentősége volt a kisebb. Néhány – főleg amerikai – közgazdász úgy vélekedett, hogy az euró évek alatt össze fog omlani. A hivatalos amerikai kormányzati álláspont azonban üdvözölte a lépést, tekintet nélkül arra, hogy az euró már középtávon is jelentős konkurense a dollárnak, mint nemzetközi tartalék-valuta és globális elszámoló eszköz.
Az EU-n belüli ellenvélemények is több csoportra oszthatók. Az ellenérzések első és legjelentősebb kiváltó oka a maastrichti kritériumok bevezetése (és az ezzel járó gazdasági megszigorítások) miatti elégedetlenség, a hatalmon lévő kormányok népszerűség-vesztése emiatt, ami különösen Franciaországban volt jelentős. A másik igen elterjedt ellenérzés a nemzeti büszkeség csorbulásából, a saját pénz iránti nosztalgiából fakadt, például Németországban, Hollandiában. Ezekben a gazdaságilag jól teljesítő államokban a saját valuta a nemzeti büszkeség és a gazdasági biztonságérzet fontos eleme volt, amelynek elvesztése aggodalmakat keltett. Ugyanez a tényező az azóta kilépett Nagy-Britanniában eleve lehetetlenné tette az euró bevezetését, a hasonlóan különutas Dániával együtt. Svédországban is hasonló vélemények kerültek többségbe a közvéleményben, de a kormányzat bízott abban, hogy idővel meg tudja győzni a lakosságot az euró hasznáról, ezért aláírta a szerződést. A 2003-as népszavazás azonban negatív eredménnyel zárult.
Az újonnan csatlakozó országokat illetően eleve volt egy olyan álláspont a régi tagállamok szakmai köreiben, hogy korai csatlakozásuk az eurózónához káros lehet a közös valuta szilárdságára, ezért annak jelentős várakozási idővel történő bevezetését szorgalmazták. A csatlakozó országokban a szakma többsége mindenütt a mellett foglalt állást, hogy a mielőbbi bevezetés segíti felzárkózásukat. Jelentős ellenvélemények is megfogalmazódtak azonban, amelyek legfőbb szakmai érve az volt, hogy a korai lemondás a saját valuta árfolyamának önálló szabályozásáról egy olyan fontos eszközt vesz ki az országok kezéből, amelyre szükségük lehet a felzárkózás időszakában. Ehhez csatlakozik természetesen az újonnan csatlakozó országok egy részében is a maastrichti kritériumok alkalmazásával járó gazdasági szigortól való félelem, illetve saját valutához is kapcsolódó nemzeti érzés.

## Az euróhoz kötött pénznemek
Számos állam pénzneme az euróhoz van kötve. Ezek a következők:
Európa
- Albánia (albán lek, ALL)

Az euró és az amerikai dollár világszintű használata::
Eurózóna
Az euró külső bevezetői
Az euróhoz kötött valuták
Az euróhoz kötött valuták egy szűk sávon belül
A dollárt használó USA
Az amerikai dollár külső elfogadói
Az amerikai dollárhoz kötött valuták
Az amerikai dollárhoz kötött valuták egy szűk sávon belül
Megj: A fehérorosz rubel egy valutakosárban az euróhoz, az orosz rubelhez és az amerikai dollárhoz van kötve.

- Bosznia-Hercegovina ( Bosnyák konvertibilis márka , BAM)
- Bulgária ( bolgár leva , BGN)
- Dánia ( dán korona , DKK)
- Észak-Macedónia ( macedón dénár , MKD)
- Moldova ( moldovai lej , MDL )
- Románia ( román lej , RON)
- Szerbia ( szerb dinár , RSD)

Óceánia
- Francia Polinézia ( CFP frank , XPF)
- Új-Kaledónia (CFP frank)
- Wallis és Futuna (CFP frank)

Afrika
- Burundi ( burundi frank , BIF)
- Benin ( nyugat-afrikai CFA frank , XOF)
- Burkina Faso (nyugat-afrikai CFA-frank)
- Bissau-Guinea (nyugat-afrikai CFA-frank)
- Comore-szigetek ( Comore-szigeteki frank , KMF)
- Csád (közép-afrikai CFA frank)
- Dzsibuti ( Dzsibuti frank , DJF)
- Elefántcsontpart (nyugat-afrikai CFA-frank)
- Egyenlítői-Guinea (közép-afrikai CFA frank)
- Gambia ( gambiai dalasi , GMD)
- Guinea ( guineai frank , GNF)
- Kamerun ( közép-afrikai CFA frank , XAF)
- Közép-afrikai Köztársaság (Central African CFA frank)
- Gabon (közép-afrikai CFA frank)
- Ruanda ( ruandai frank , RWF)
- Nyugat-Szahara ( Sahrawi peseta )
- São Tomé és Príncipe ( São Tomé és Príncipe kettős , STN)
- Sierra Leone ( Sierra Leonean Leone , SLE)
- Mali (nyugat-afrikai CFA frank)
- Niger (nyugat-afrikai CFA frank)
- Szenegál (nyugat-afrikai CFA frank)
- Togo (nyugat-afrikai CFA frank)
- Zöld-foki Köztársaság ( zöld-foki escudo , CVE)

## Az euró karakterisztikája és megjelenési formái

### Az eurószimbólum

Az eurószimbólum megszerkesztése

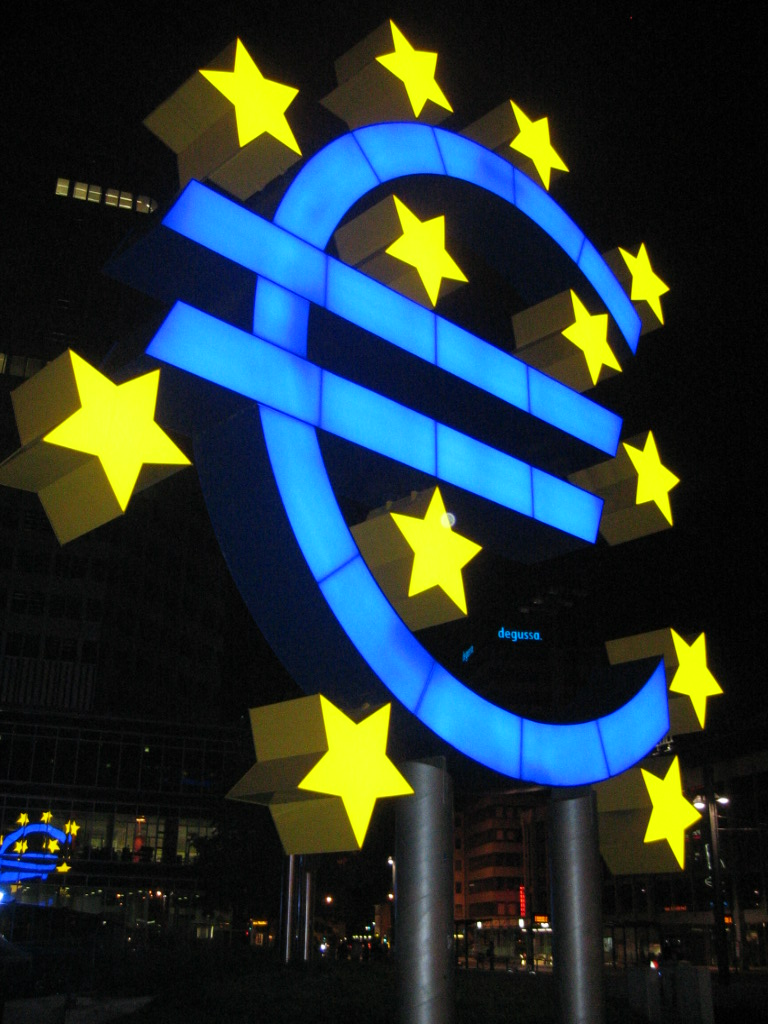
Eurószimbólum a frankfurti székhelyű Európai Központi Bank épülete előtt

Az eurószimbólum, más nevén az eurójel az euró devizajele. A hivatalos értelmezés szerint a jel alapja a görög epszilon karakter, utalva az európai civilizáció gyökereire, illetve földrészünk nevének első betűjére. A jelben levő két párhuzamos vonal az egyenlőség jele, azt a reményt hivatott kifejezni, miszerint az euró stabil, értékálló fizetőeszköz lesz. Mostani formájában 1996. december 12-e óta hivatalos, az Európai Bizottság ekkor hirdette ki az eurószimbólum tervezésére kiírt pályázat győztesét, egy négy névtelen tervezőből álló csapatot. Megjegyzendő, hogy a jelben Arthur Eisenmenger, az Európai Bizottság nyugalmazott grafikusa saját munkáját véli felfedezni; állítása szerint a jel eredetileg Európa szimbólumáként látott napvilágot 1974-ben.
Az eurószimbólum összegek leírásakor való használatában vegyes gyakorlat alakult ki; az egyes országokban az € egyszerűen átvette a korábbi nemzeti valuta jelzésének helyét. Így előfordul, hogy a jelet az összeg előtt (€3,50), az összeg után (3,50 €) és az is, hogy az euró- és a centértékek között (3€50) helyezik el.

### Pénzérmék és bankjegyek

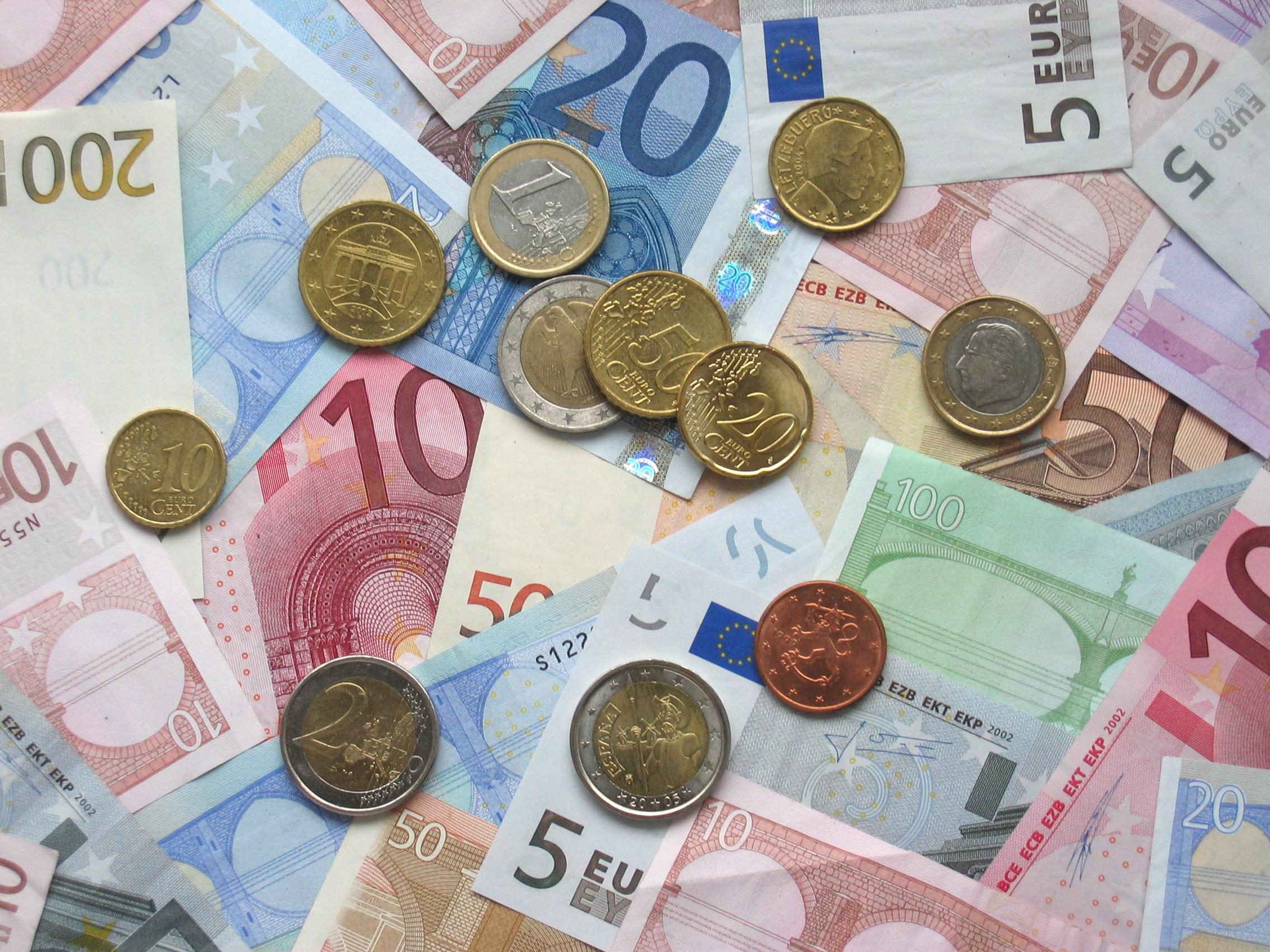
Euróbankjegyek és -érmék

Mind az érmék, mind a bankjegyek az euró kézzel fogható megjelenési formái, gyártásuk 1998-ban kezdődött, közforgalomba először 2002-ben kerültek. Euróérméket az eurózóna tagállamai, továbbá Andorra, Monaco, San Marino és a Vatikán bocsátanak ki; euróövezeti szinten minden pénzérmékkel kapcsolatos kérdést az Európai Bizottság koordinál.
Euró-bankjegyek kibocsátására az EKB és a 15 eurózónabeli állam jogosult, a gyakorlatban viszont az EKB nem él kibocsátási jogával. Az eurót bevezető területeken minden címlet, előállítási helyétől függetlenül, egységesen törvényes fizetőeszköz.
Amíg a bankjegyek minden nyomdából azonos kivitelezésben kerülnek ki (méretük, színük, anyaguk, nyomásuk címletenként megegyezik), addig az érmék hátoldalán az előállító ország által önállóan választott (nemzeti) motívumai jelennek meg; ennek megfelelően beszélhetünk egységes írás-, illetve nemzeti fejoldalról. Mivel a fejoldal kialakítása országonként eltérő, 2007 elején 144 különböző érme van forgalomban (16 ország 19 érmesorozata), nem számítva az emlékérméket, amelyek különleges nyomattal készített kéteurósok. Bankjegyekből jelenleg 7 címlet van forgalomban (500, 200, 100, 50, 20, 10 és 5 eurós).
2008-ban a világ harmadik legszebb valutája lett.
2013-ban bemutatták az új Európé-sorozat első bankjegyét, az 5 eurós címletet, majd 2014. január elején az új 10 eurós címletet is, amely szeptember 23-tól került nagy mennyiségben a bankokhoz. 2015 februárjában mutatták be az új 20€ címletet, amely 2015. november 25-től kerül forgalomba. 2017. április 4-én a sorozat 50€ címlete, míg 2019. május 28-án az új 100 és 200 eurós is forgalomba került. 2019-ben beszüntették az 500-as címlet nyomtatását arra hivatkozva, hogy a világ egyik legértékesebb bankjegyeként illegális tranzakciókban is felhasználták, ezzel a 200-as lett a legnagyobb címlet, de az 500-as ezután is forgalomban maradt.